# Slag bij Fimreite
De slag bij Fimreite was een zeeslag die op 15 juni 1184 werd uitgevochten tussen koning Magnus V van Noorwegen en de Birkebeinse pretendent Sverre. De slag leidde tot de dood van koning Magnus V, en Sverre eigende zich de troon toe.

## Slag
Het leger van Sverre viel de vloot van koning Magnus aan bij de kust van de Sognefjord. Het grootste schip van de vloot van Sverre, de Mariasuda, wist in zijn eentje de halve vloot bezig te houden terwijl de rest van de vloot de overige schepen aanviel. Sverre stuurde zijn schepen in een eskader naar de tegenstander om ze zo te dwingen hun schepen te verlaten voor de andere schepen in de vloot. Dit resulteerde erin dat de laatste schepen van de vloot door het gewicht begonnen te zinken. Koning Magnus zou op een van de laatste schepen zijn omgekomen.